# Tour de Flandes 1945
El Tour de Flandes 1945 és la 29a edició del Tour de Flandes. La cursa es disputà el 10 de juny de 1945, amb inici a Gant i final a Wetteren després d'un recorregut de 222 quilòmetres.
El vencedor final fou el belga Sylvain Grysolle, que s'imposà en solitari en l'arribada a Wetteren. Els també belgues Albert Sercu i Jef Moerenhout acabaren segon i tercer respectivament.

## Classificació final
|    | Ciclista                        | Equip          | Temps      |
| -- | ------------------------------- | -------------- | ---------- |
| 1  | Sylvain Grysolle (BEL)          |                | 6h 21' 00" |
| 2  | Albert Sercu (BEL)              | Dilecta-Wolber | + 15"      |
| 3  | Jef Moerenhout (BEL)            | Dilecta-Wolber | m. t.      |
| 4  | Martin van den Broeck (BEL)     |                | m. t.      |
| 5  | Arthur Mommerency (BEL)         |                | m. t.      |
| 6  | Ward van Dijck (BEL)            |                | m. t.      |
| 7  | Eugeen Jacobs (BEL)             |                | m. t.      |
| 8  | Odiel van den Meersschaut (BEL) |                | m. t.      |
| 9  | Robert van Eenaeme (BEL)        |                | m. t.      |
| 10 | Emiel Faignaert (BEL)           | Groene Leeuw   | m. t.      |